# Leave it Alone
Leave it Alone is een single van de Amerikaanse punkband NOFX dat werd uitgegeven door Epitaph Records in 1995. Het album werd in twee versies uitgegeven: Op zwart vinyl in 10" formaat en op picturedisc.

## Nummers
Kant A
1. "Leave it Alone" - 2:07
2. "Don't Call Me White" - 2:35

Kant B
1. "Soul Doubt (live)" - 2:44
2. "Drugs Are Good" - 2:22

Het nummer "Drugs Are Good" werd opnieuw opgenomen voor de ep HOFX in 1994 en kwam later op het verzamelalbum 45 or 46 Songs That Weren't Good Enough to Go on Our Other Records (2002).